# Gama záblesk

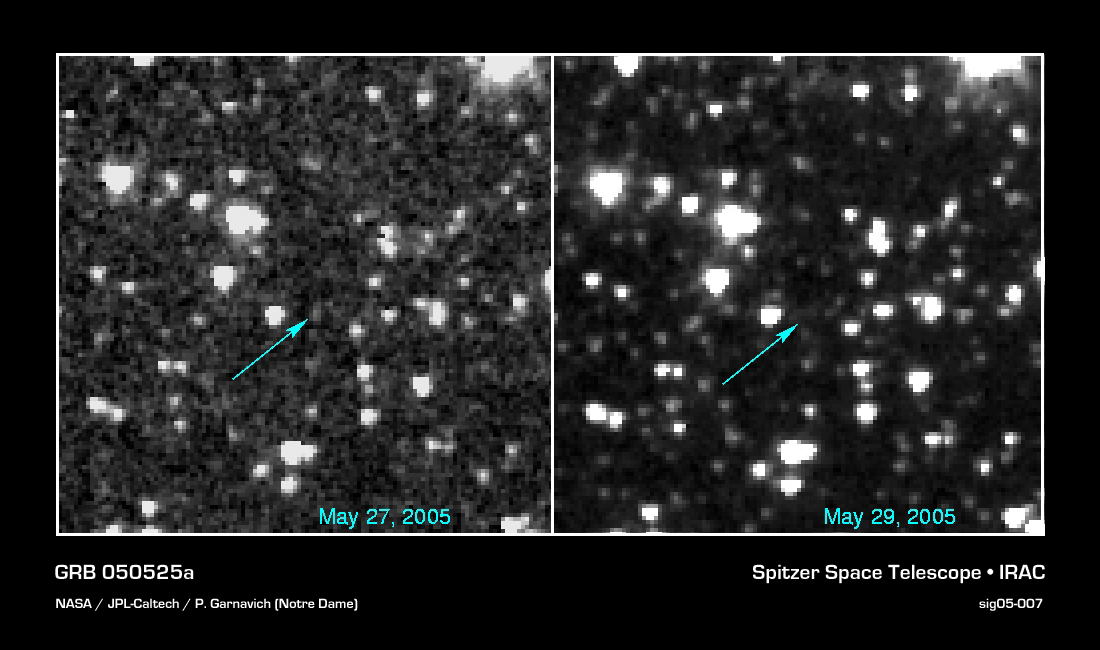
Dosvit objektu po gama záblesku

Gama záblesk (někdy ve zkratce GRB z anglického Gamma ray bursts) je označení pro astronomický jev, při kterém se uvolní nesmírné množství energie ve formě gama záření, což na Zemi pozorujeme jako záblesk v gama oboru spektra. Jde o co do svítivosti nejvýraznější doposud známý fyzikální jev ve vesmíru. Trvá řádově od 10 milisekund do 25 tisíců sekund a bývá doprovázen následným několikadenním dosvitem rentgenového či ultrafialového záření nebo i viditelného světla. Největší zaznamenaný záblesk je GRB 221009A, který roku 2022 trval několik minut a statisticky by takto intenzivní záblesk měl dopadnout zhruba jednou za 10000 let.

## Objev gama záblesků
Na počátku objevu gama záblesků stála studená válka. Spojené státy americké vyslaly v letech 1963–1965 do kosmického prostoru 3 dvojice družic Vela za účelem kontroly, zda Sovětský svaz neprovádí zakázané zkoušky jaderných zbraní v kosmickém prostoru nebo na Měsíci.
Družice na konci 60. let, brzy po svém vypuštění, opravdu detekovaly výbuchy o obrovských energiích. Američané vyloučili, že by se mohlo jednat o sovětské jaderné zbraně. Záhy se ukázalo, že jde o ryze přírodní kosmické jevy. V roce 1973 předala armáda výsledky astronomům, kteří o těchto jevech do této doby neměli ani tušení. Pozemské přístroje v té době nebyly (a v principu ani dnes nejsou) schopny detekovat tyto vesmírné jevy, protože gama záření je účinně odstíněno atmosférou. Astronomové zjistili, že gama záblesk má mnohonásobně větší energii, než je svítivost celé galaxie Mléčné dráhy, kde je přibližně 1011 hvězd.

## Teorie vzniku gama záblesku

### Supernova
Pokud některé z větších hvězd (limit je několik hmotností Slunce) pomalu dochází vodík, ale stále má dostatek vodíku pro termonukleární reakci, mění se v červeného veleobra. Po čase pak exploduje jako supernova. Po hvězdě zůstávají jen těžké prvky a proces končí. Naše Slunce ale čeká jiný konec. Hvězdy tohoto typu končí svůj život jako bílý trpaslík.

### Srážka neutronových hvězd
Mějme dvě neutronové hvězdy, které okolo sebe krouží. Tento jev nazýváme koalescence, tedy srážka dvou neutronových hvězd. Hvězdy se po čase mohou srazit – vzniká výbuch s vysokou energií – a následně gama záblesk.

### Jiné teorie vzniku

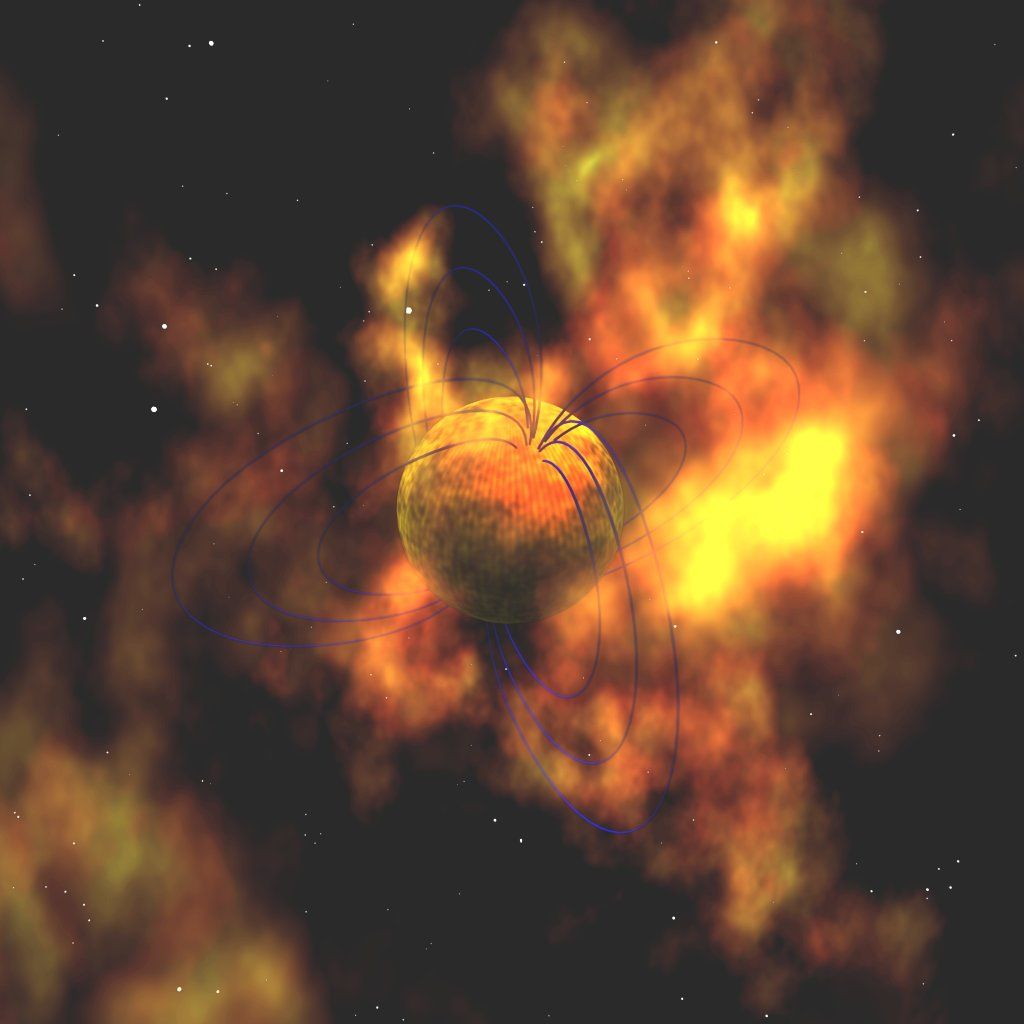
Magnetar

Je možné, že jednou složkou při koalescenci bude černá díra a druhou neutronová hvězda, případně se mohou srazit dvě černé díry.
Další zajímavá teorie předpokládá namotávání velmi silného elektromagnetického pole neutronové hvězdy zvané magnetar. Jedná se o jev, který vzniká u rychle rotující magneticky aktivní neutronové hvězdy, kdy hmota na siločárách nestačí sledovat pohyb magnetického pole, protože rychlost rotace se blíží rychlosti světla. Tím dochází k namotávání magnetického pole.

## Gama záření
Gama záření výbuchu klasické supernovy se podle současných představ šíří rovnoměrně všemi směry. U gama záblesku tomu tak ale není. Zde se gama záření (gama emise) šíří jen ve velmi malém úhlu, tzv. výtrysku neboli jetu. Díky tomu je možné pozorovat jen malé množství zdrojů gama záblesků, které jsou ve vesmíru. Existují ale projekty hledání tzv. sirotků gama záblesků, kterými se zabývají i lidé v České republice. Sirotek gama záblesku je krátký záblesk ve viditelné oblasti, který ale není doprovázen gama zářením, protože úhel výtrysku optického záření je větší, než úhel výtrysku záření gama.
Gama záblesk trvá řádově od zlomku sekundy po přibližně 100 sekund, přičemž dosvit může být vidět až několik dní. Úspěšnost pozorování samozřejmě záleží na vlastnostech dalekohledu. V Ondřejově (Astronomický ústav AV) jsou montáže, které při zjištění gama záblesku najíždějí do 30 sekund.
Gama záblesky jsou pro astronomy velice zajímavé, neboť z jednoho paprsku gama záblesku, který doputuje k Zemi, mohou zjistit cenné informace. Světlo můžeme rozložit na spektrum a zjistit například teplotu zdroje, složení prachu v místě gama záblesku. Z rudého posuvu je možné odhadnout i vzdálenost zdroje. Záření gama záblesku dokáže perfektně prozkoumat i prostředí mezi Zemí a jeho zdrojem. Jeho rozborem lze pak určit vlastnosti prostředí, kterým světlo proletělo.

## Projekty
Astronomický ústav AV je zapojen do projektu Integral Evropské kosmické agentury, hlavní náplní je analýza zdrojů gama záblesků a kontrola družice INTEGRAL, která byla vyslána na oběžnou dráhu s cílem zjišťovat zvláště velké gama záblesky, družice detekuje asi 1 gama záblesk za měsíc.